# 第37回日米大学野球選手権大会日本代表
第37回日米大学野球選手権大会日本代表（だい37かいにちべいだいがくやきゅうせんしゅけんたいかいにっぽんだいひょう）は、2009年7月12日から7月16日まで行われた日米大学野球選手権大会第37回大会に出場した日本選手団である。

## 日本チーム
No.は背番号。所属や学年は選出当時。
| 位置   | No. | 氏名       | 所属           | 学年 |
| ------ | --- | ---------- | -------------- | ---- |
| 監督   | 30  | 榎本保     | 近畿大学監督   |      |
| コーチ | 40  | 應武篤良   | 早稲田大学監督 |      |
| コーチ | 50  | 横井人輝   | 東海大学監督   |      |
| コーチ | 55  | 古川祐一   | 神奈川大学監督 |      |
| 投手   | 1   | 斎藤佑樹   | 早稲田大学     | 3年  |
| 投手   | 11  | 菅野智之   | 東海大学       | 2年  |
| 投手   | 14  | 乾真大     | 東洋大学       | 3年  |
| 投手   | 15  | 大石達也   | 早稲田大学     | 3年  |
| 投手   | 16  | 澤村拓一   | 中央大学       | 3年  |
| 投手   | 17  | 東浜巨     | 亜細亜大学     | 1年  |
| 投手   | 18  | 二神一人   | 法政大学       | 4年  |
| 投手   | 19  | 野村祐輔   | 明治大学       | 2年  |
| 投手   | 20  | 中後悠平   | 近畿大学       | 2年  |
| 捕手   | 22  | 小池翔大   | 青山学院大学   | 3年  |
| 捕手   | 25  | 佐藤貴穂   | 東洋大学       | 3年  |
| 内野手 | 4   | 萩原圭悟   | 関西学院大学   | 1年  |
| 内野手 | 5   | 中田亮二   | 亜細亜大学     | 4年  |
| 内野手 | 6   | 小島脩平   | 東洋大学       | 4年  |
| 内野手 | 7   | 加藤政義   | 九州国際大学   | 4年  |
| 内野手 | 8   | 林﨑遼     | 東洋大学       | 3年  |
| 内野手 | 10  | 荒木貴裕   | 近畿大学       | 4年  |
| 外野手 | 2   | 伊志嶺翔大 | 東海大学       | 3年  |
| 外野手 | 3   | 中原恵司   | 亜細亜大学     | 4年  |
| 外野手 | 9   | 土生翔平   | 早稲田大学     | 2年  |
| 外野手 | 23  | 田中宗一郎 | 立教大学       | 3年  |
| 外野手 | 24  | 亀谷信吾   | 法政大学       | 4年  |

## 試合結果
- 第1戦（7月12日、松山）　日本 0－3 米国　●二神、野村、中後、東浜－小池
- 第2戦（7月13日、東京ドーム）　日本 7－5 米国　○斎藤、大石、乾、菅野－佐藤
- 第3戦（7月14日、Kスタ宮城）　日本 4－8 米国　●澤村、野村、中後、大石－小池、佐藤
- 第4戦（7月15日、鶴岡）　日本 8－3 米国　二神、乾、野村、中後、○東浜、澤村、菅野－佐藤
- 第5戦（7月16日、神宮） 日本 8-7 米国 斎藤、大石、菅野、乾、○野村－佐藤、小池